# Casa Cesianu (fosta Legație germană)
Casa Dimitrie Cesianu (cunoscută și ca fosta Legație germană, Cazino Victoria sau Teatrul de Revistă Constantin Tănase) este o clădire aflată pe Calea Victoriei nr. 174, sector 1, la intersecția dintre Calea Victoriei și Bulevardul Dacia, vis-a-vis de hotelul Golden Tulip în București care este abandonată momentan. 
Există și un monument cu denumirea Casa Cesianu, cod B-II-m-B-19870, dar acesta reprezintă altă clădire de pe Calea Victoriei 151 care a aparținut familiei Cesianu (în prezent Muzeul Vârstelor).

## Istorie
La 20 februarie 1880 Germania recunoaște independența României și deschide la 1 martie 1880 Legația Germană de la București, contele Ludwig von Wesdehlen fiind numit primul ambasador al Germaniei în România.
La 25 august 1944, după capitularea nemților, Legația Germană a fost înconjurată de un pluton de infanterie și de două tunuri antitanc, somându-i pe cei din interior să se predea. Ambasadorul Manfred von Killinger a împușcat-o mai întâi pe secretara sa, cu care se presupune că ar fi avut o relație, iar apoi s-a sinucis.
După terminarea războiului actorul Constantin Tănase moare, iar clădirea este transferată Teatrului de Estrada, sub denumirea Teatrul de Revistă Constantin Tănase.
După 1989 clădirea devine Casino Victoria găzduind și o sală de pariuri sportive.

## Situația actuală
În 2006 clădirea a fost preluată de Ambasada Germaniei care a anunțat că intenționează să mute aici Institutul Goethe, însă Institutul a fost mutat în altă parte. În 2017 un dezvoltator imobiliar belgian a cumpărat Casa Cesianu și terenul adiacent pentru construcția unui proiect de birouri.

## Posesiuni Cesianu în București
Vezi și:
- Clădirile Academiei Române: Situate vizavi de Cazino Victoria. Clădirea Academiei este una din cele mai vechi din Capitală, fosta casă boierească Cesianu. Academia are sediul în această clădire din 1890.
- Palatul Cesianu-Racoviță de pe strada C.A. Rosetti (Clemenței) nr.5.

## Galerie

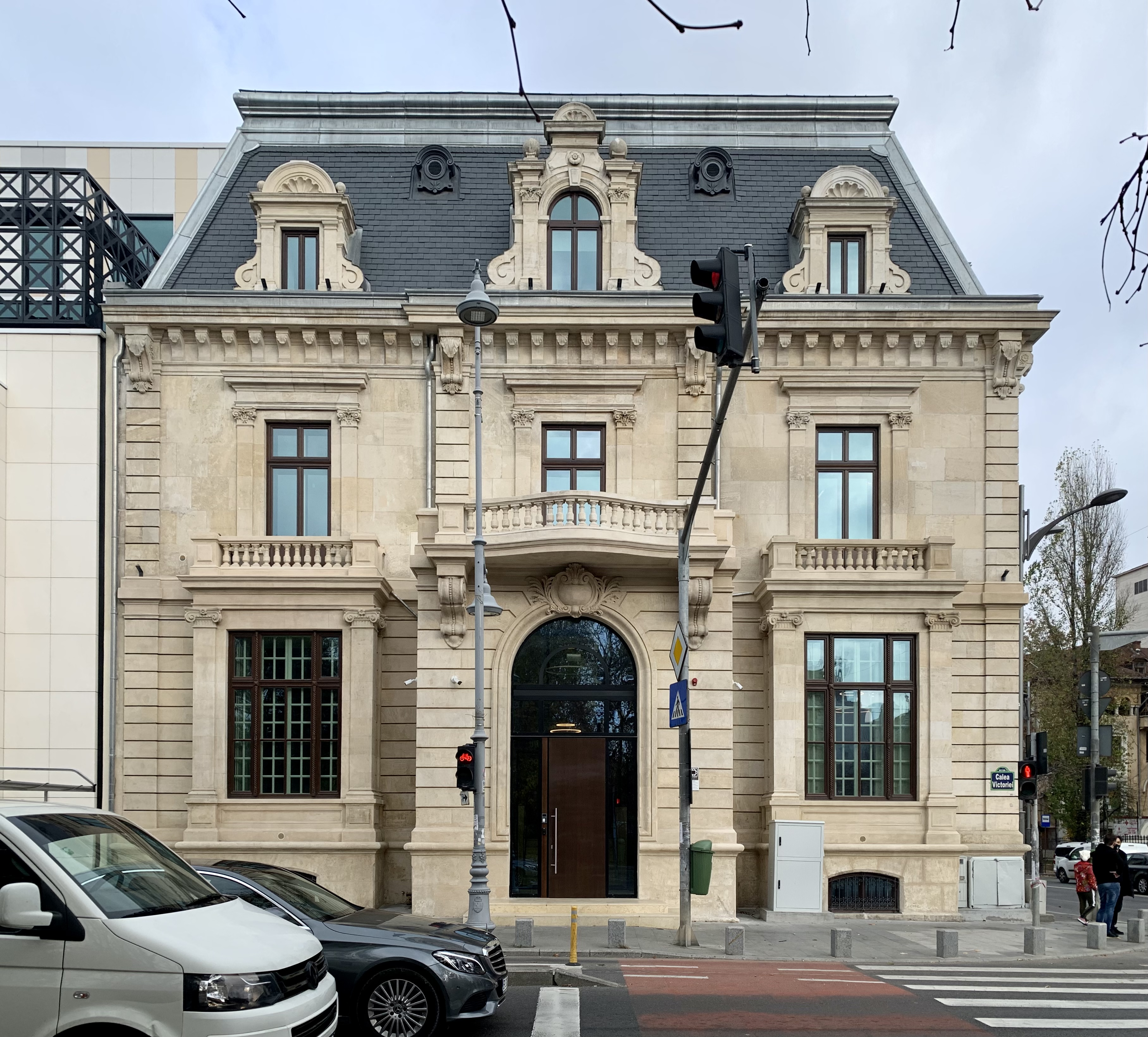
Vedere frontală
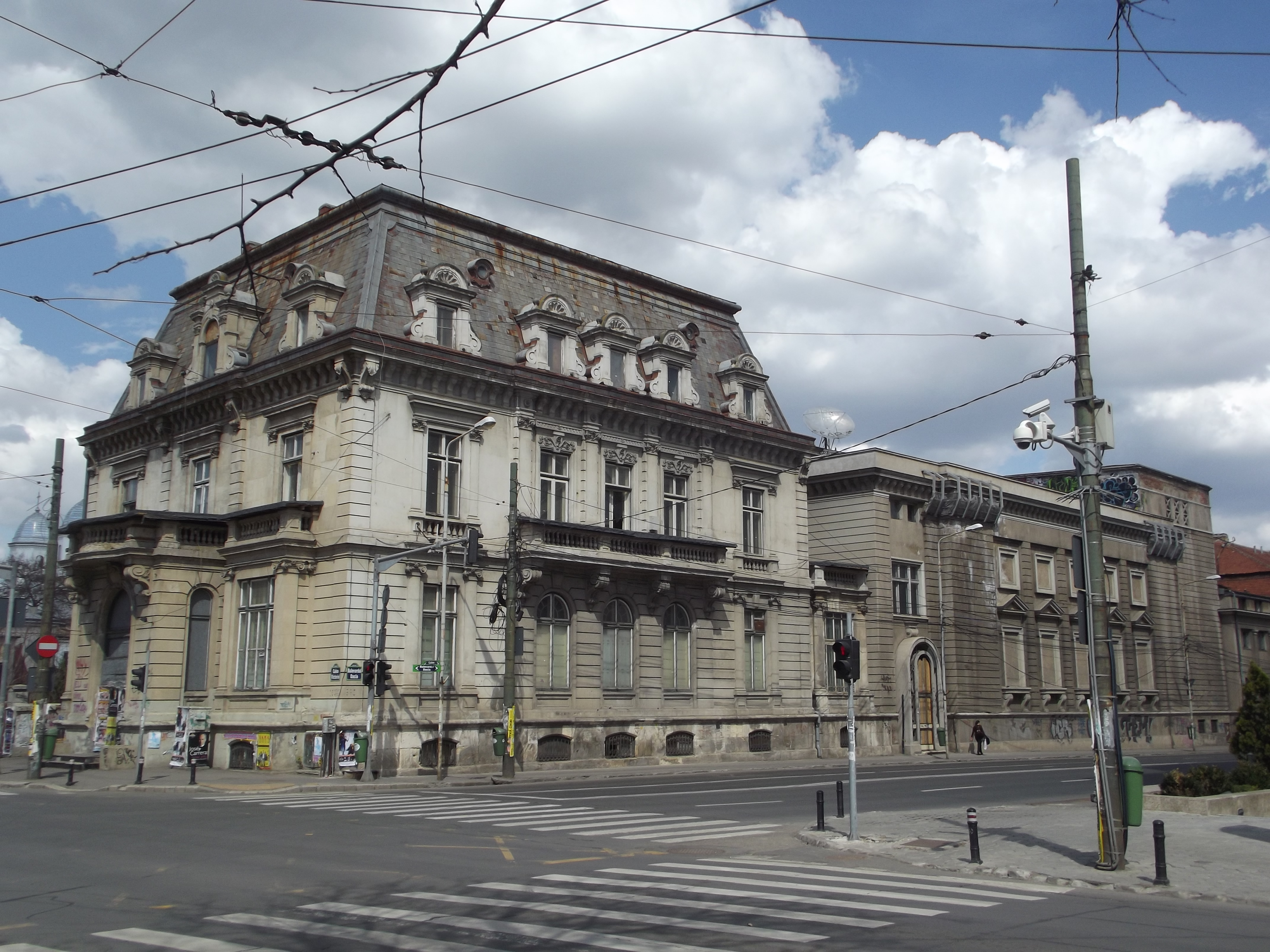
Vedere laterală înainte de restaurare
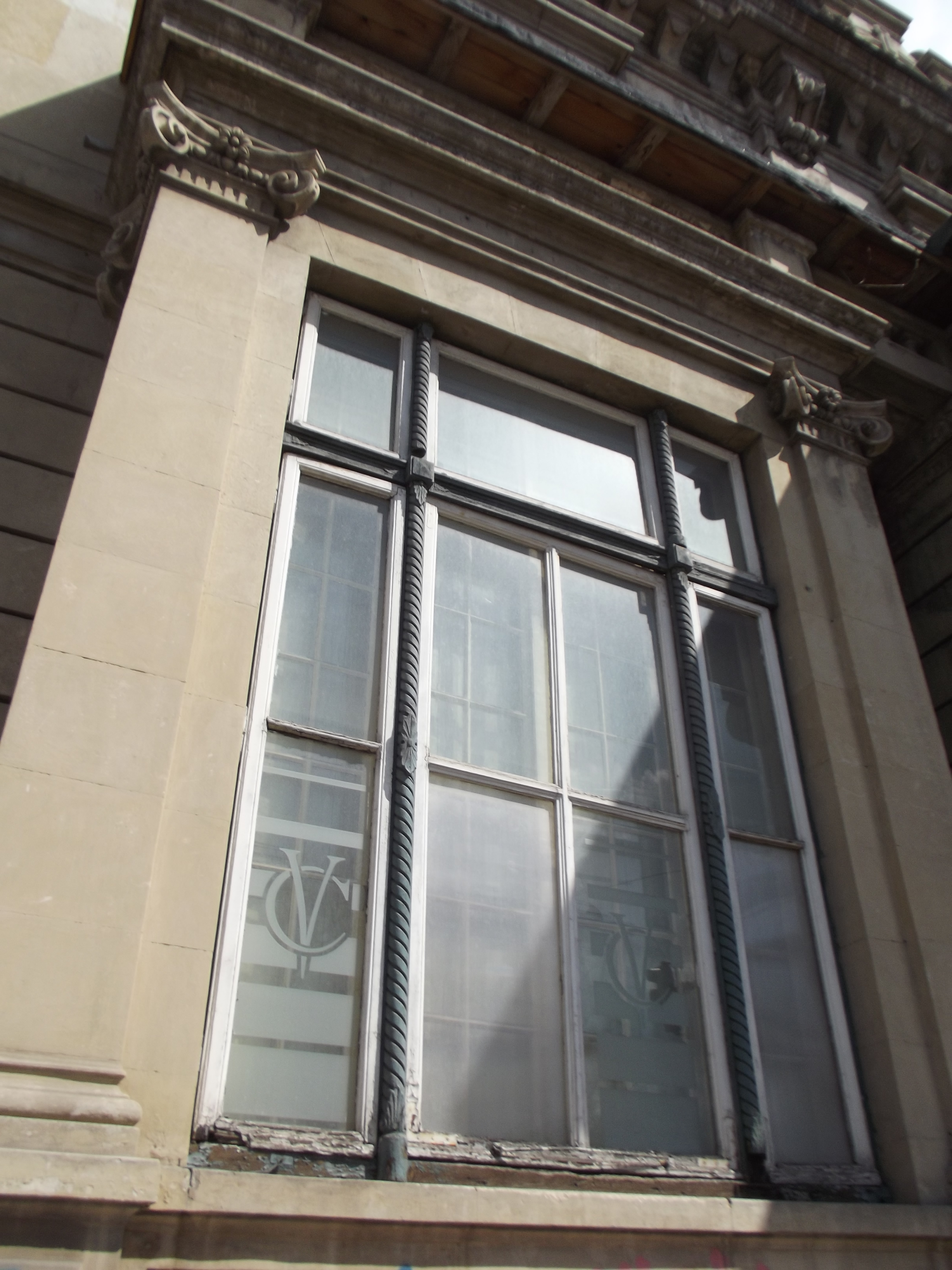
Sigla Casino Victoria încă imprimată pe geamuri înainte de restaurare
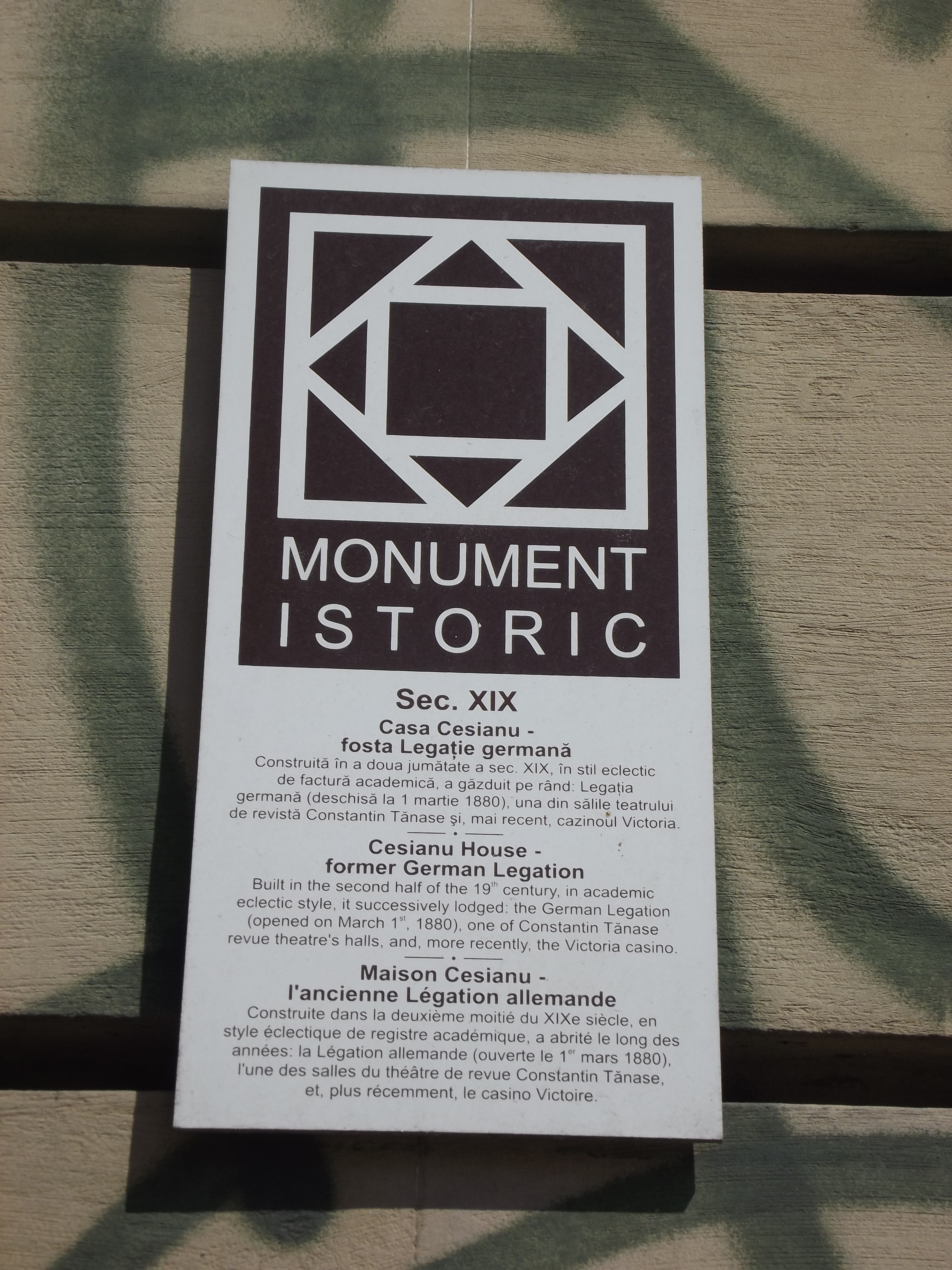
Plăcuța de monument istoric